# شهرستان گرنت (آرکانزاس)
شهرستان گرنت، آرکانزاس (به انگلیسی: Grant County, Arkansas) شهرستانی در ایالات متحده آمریکا است که در آرکانزاس واقع شده‌است.

## خصوصیات
شهرستان گرنت ۱٬۶۳۹٫۴۷ کیلومترمربع مساحت دارد.